# Meetings Incentives Conventions Exhibitions
Meetings Incentives Conventions Exhibitions bzw. Events (MICE) ist jener Teil des geschäftlichen Tourismus, der die Organisation und Durchführung von Tagungen (Meetings), von Unternehmen veranstalteter Anreiz- und Belohnungsreisen (Incentives), Kongressen (Conventions) und Ausstellungen (Exhibition bzw. Events) umfasst. Andere Bezeichnungen dafür sind Tagungswirtschaft oder Tagungsindustrie (Meetings Industry).
Zur MICE-Branche gehören Kongresszentren, Messehallen, Veranstaltungshallen, historische Bauten mit Tagungsinfrastruktur, Hotels des oberen Segments, die auf Tagungen eingestellt sind, deren Zulieferer (Cateringunternehmen, Dolmetscher, Raumdekorateure, Möbelvermieter, Mietwagen- und Busunternehmen usw.), einschlägig tätige Reisebüros (englisch Professional Congress Organizers PCO) sowie deren Kunden: internationale oder nationale Organisationen, Ämter, Unternehmen und Verbände, die regelmäßig Tagungen veranstalten, Unternehmen, die ihren Mitarbeitern oder Geschäftspartnern Belohnungsreisen anbieten, Messeveranstalter usw.
Die Einbeziehung von Messehallen und Messeveranstaltern in die MICE-Branche ist insbesondere in Asien üblich, teilweise auch in Nordamerika, weil sich dort viele Messen aus Kongressen entwickelt haben. Vor allem in Europa wird die Messewirtschaft aber aufgrund ihrer hohen ökonomischen Bedeutung als selbstständige Branche betrachtet.

## Internationale MICE Organisationen
Unter anderem befassen sich folgende internationale Organisationen unmittelbar mit dem Wirtschaftszweig MICE:
- International Congress and Convention Association (ICCA, Sitz: Amsterdam)[1]
- Union of International Associations (UIA, Sitz: Brüssel)[2]

Jede der beiden veröffentlicht jährlich Rangreihungen der von internationalen Tagungen meistfrequentierten Städte und Staaten.
- International Association of Professional Congress Organizers (IAPCO)[3]
- European Cities Marketing (ECM, Sitz: Dijon)[4]

## MICE-Branche in Deutschland
Die Professionalisierung der MICE-Branche in Deutschland zeigt sich seit ein paar Jahren in der Etablierung von eigenständig agierenden städtischen oder regionalen Convention Bureaus sowie deren Organisation innerhalb des deutschen Dachverbandes der MICE-Branche, dem GCB German Convention Bureau e. V. und dem VDVO Verband der Veranstaltungsorganisatoren e. V. Zudem gibt es weitere Verbände, die sich der MICE-Branche zuordnen wie etwa der Europäische Verband der Veranstaltungs-Centren (EVVC).

## Internationale MICE-Messen
- IMEX – aufgeteilt in IMEX America und IMEX Frankfurt
- EIBTM in Barcelona[7]

## Auszeichnung
Die World Media And Events Limited in London vergibt jährlich die World MICE Awards.